# 南渡河 (雷州半岛)
南渡河，位于中华人民共和国广东省西南部雷州半岛中部，发源于遂溪县北坡镇坡仔村，蜿蜒向南流纵贯雷州市北部，于雷州松竹镇山尾上村右纳松竹河后转东流，于南兴镇渡仔村以东的双溪口注入南海雷州湾。河长88千米，平均比降0.17‰，流域面积1444平方千米。年均径流量9.4亿立方米。南渡河流域北部和西部，草木稀少，水土流失严重。流域内易发生冬春连旱、台风、洪涝等灾害。